# Кох Конг Сафари
Кох Конг Сафари је зоолошки врт у Камбоџи, смештен 500м од границе са Тајландом.
То је животињски тематски парк са представама слонова, делфина, орангутана, тигрова и птица.